# Сампан

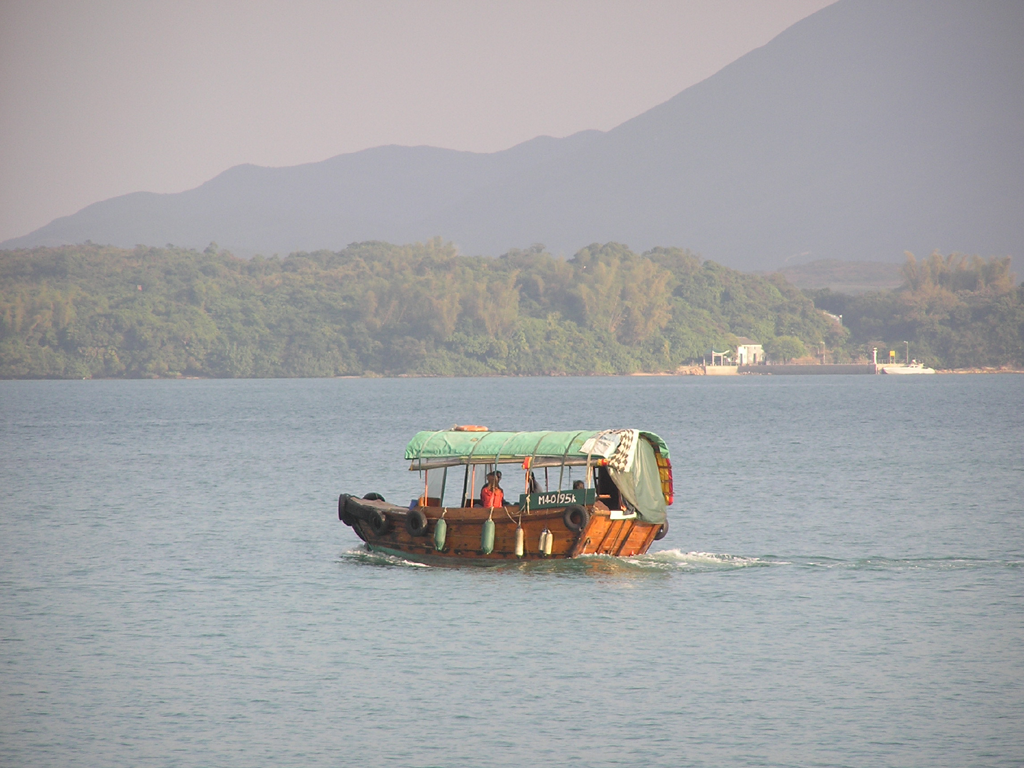

Сампан, санпан, чампан, сампон или сампань (от китайского «сань паи» — три доски) — собирательное название для различного вида дощатых плоскодонных лодок, плавающих недалеко от берега и по рекам Малайзии, Индии и Японии. На российском Дальнем Востоке эти лодки назывались шампуньками.

## Конструкция
Размеры разных сампанов могут сильно различаться. Для гребли используются 1—2 длинных кормовых весла. Современные экземпляры чаще оснащаются подвесным мотором, внутреннего сгорания или электрическим. Многие сампаны, особенно старых конструкций, могут ходить под прямым парусом из циновок, матов или материи. По традиции сампанами управляют женщины. Крупные сампаны оснащались закрытой палубой н надстройками. На корме и в центре корпуса сампана часто сооружался навес из циновок.
Длина достигает 9 м, ширина 2,5 — 3 м, грузоподъёмность — до 80 т. Сампаны служат главным образом для грузопассажирских перевозок, но могут быть и жильём, и лавкой торговца, и мастерской. Часто используются для рыбной ловли.